# Тухарь, Григорий Семёнович
Григорий Семёнович Тухарь (10.01.1921 — не ранее 1989) — бригадир тракторной бригады колхоза «Путь Ильича» Флорештского района Молдавской ССР, Герой Социалистического Труда (08.04.1971). Член КПСС с 1952 года.
Родился 10.01.1921 в с. Кирилловка, ныне Флорештский район Молдавии.
В 1947—1958 гг. бригадир тракторной бригады Маркулештской МТС Флорештского района. В 1958—1976 гг. бригадир тракторной бригады колхоза «Путь Ильича» (с. Пражила). С 1976 г. руководитель комплексно-уборочного отряда, с 1977 г. бригадир тракторной бригады объединения по механизации и электрификации с.-х. производства Флорештского районного совета колхозов.
С 1984 г. на пенсии.
В среднем за 5 лет (1969—1973) его бригада получала урожаи пшеницы по 30 центнеров, кукурузного зерна по 58,6, семян подсолнечника по 24,9 и сахарной свеклы по 320 центнеров с гектара.
Герой Социалистического Труда (08.04.1971). Награждён двумя орденами Ленина. Заслуженный механизатор Молдавской ССР (1969).
Делегат 3-го Всесоюзного съезда колхозников (1969).